# Vladimír Bencko
Vladimir Bencko (6. ledna 1938, Rimavská Sobota - 18. října 2022? ) byl český lékař, hygienik a epidemiolog.
V roce 1961 vystudoval Lékařskou fakultu hygienickou Univerzity Karlovy v Praze. Nejprve pracoval na Okresní hygienické stanici v Popradu, později se věnoval vědeckému výzkumu účinků arzénu na zdraví lidí. V listopadu 1990 vyhrál konkurz na přednostu Ústavu hygieny a epidemiologie 1. lékařské fakulty Univerzity Karlovy v Praze a v této funkci působil do roku 2009.